# Galloibér nyelvek
A galloibér nyelvek a →nyugati újlatin nyelvek egyik fő csoportja az Ethnologue besorolása szerint, amelybe a →galloromán nyelvek és az →iberoromán nyelvek tartoznak, együttesen szembeállítva az általa a →pireneusi–mozarab nyelvek csoportjába sorolt aragóniai és †mozarab nyelvváltozatokkal.
A hagyományos nyelvészeti–nyelvtörténeti területi besorolás szerint azonban ez utóbbiak az iberoromán nyelvekhez tartoznak (a spanyol dialektológusok – pl. Manuel Alvar – általában csupán történelmi spanyol nyelvjárásokként kezelik őket).